# Diskografie Jamese Arthura
Toto je seznam doposud vydané diskografie anglického zpěváka Jamese Arthura.

## Alba

### Studiová alba
| James Arthur                                                                            | - Vydáno: 4. listopadu 2013 - Vydavatelství: Syco     | 2 | 14 | 22 | 55  | 25 | 2  | 11 | — | 6  | —   | - BPI: Platinum - IRMA: Gold           |
| Back from the Edge                                                                      | - Vydáno: 28. října 2016 - Vydavatelství: Columbia    | 1 | 8  | 38 | 19  | 38 | 2  | 17 | 9 | 7  | 39  | - BPI: Platinum - GLF: Gold - MC: Gold |
| You                                                                                     | - Vydáno: 18. října 2019 - Vydavatelství: Columbia    | 2 | 23 | 31 | 87  | 35 | 7  | 33 | — | 5  | 186 | - BPI: Gold                            |
| It'll All Make Sense in the End                                                         | - Vydáno: 5. listopadu 2021 - Vydavatelství: Columbia | 3 | —  | 41 | 118 | 59 | 10 | 37 | — | 16 | —   | - BPI: Silver                          |
| Bitter Sweet Love                                                                       | - Vydáno: 26. ledna 2024 - Vydavatelství: Columbia    | 1 | —  | 29 | 33  | 12 | 15 | —  | — | 8  | —   |                                        |
| Pisces                                                                                  | - Vyjde: 21. března 2025 - Vydavatelství: Columbia    | — | —  | —  | —   | —  | —  | —  | — | —  | —   |                                        |
| "—" značí, že se nahrávka neumístila v hitparádách nebo v tomto území ani nebyla vydána |                                                       |   |    |    |     |    |    |    |   |    |     |                                        |

#### Nezávislá studiová alba
| Název           | Detaily                                      |
| --------------- | -------------------------------------------- |
| Sins by the Sea | - Vydáno: 6. března 2011 - Vydavatelství: 57 |

### Mixtapy
| Název                   | Detaily                                              |
| ----------------------- | ---------------------------------------------------- |
| All the World's a Stage | - Vydáno: 15. května 2014 - Vydavatelství: nezávislé |

## Extended play
| Název                     | Detaily                                              |
| ------------------------- | ---------------------------------------------------- |
| Hold On                   | - Vydáno: 25. srpna 2012 - Vydavatelství: nezávislé  |
| Undiscovered Acoustic     | - Vydáno: 13. května 2013 - Vydavatelství: nezávislé |
| Apple Music Home Sessions | - Vydáno: 2. července 2021 - Vydavatelství: Columbia |

## Singly

### Jako hlavní umělec
| "Impossible"                                                                            | 2012 | 1  | 2  | 4  | 3  | 5   | 1  | 2  | 39 | 2  | —  | - BPI: 4× Platinum - ARIA: 5× Platinum - BEA: Platinum - BVMI: 3× Platinum - GLF: Platinum - IFPI AUT: Gold - IFPI SWI: 2× Platinum - RMNZ: 2× Platinum | James Arthur                             |
| "You're Nobody 'til Somebody Loves You"                                                 | 2013 | 2  | 22 | 55 | 78 | 54  | 12 | 17 | —  | 38 | —  | - BPI: Silver | James Arthur                             |
| "Recovery"                                                                              | 2013 | 19 | —  | —  | 59 | —   | 40 | —  | —  | —  | —  | | James Arthur                             |
| "Get Down"                                                                              | 2014 | 96 | —  | —  | —  | —   | —  | —  | —  | 28 | —  | | James Arthur                             |
| "Say You Won't Let Go"                                                                  | 2016 | 1  | 1  | 5  | 10 | 6   | 1  | 1  | 1  | 4  | 11 | - BPI: 5× Platinum - ARIA: 19× Platinum - BEA: 2× Platinum - GLF: 7× Platinum - IFPI AUT: Gold - IFPI SWI: Platinum - RIAA: Diamond - RMNZ: Platinum    | Back from the Edge                       |
| "Safe Inside"                                                                           | 2017 | 31 | —  | —  | 67 | —   | 54 | —  | —  | —  | —  | - BPI: Platinum | Back from the Edge                       |
| "Can I Be Him"                                                                          | 2017 | 69 | —  | —  | 46 | —   | 76 | —  | 72 | —  | —  | - BPI: Platinum | Back from the Edge                       |
| "Naked"                                                                                 | 2017 | 11 | —  | 26 | 38 | 23  | 28 | —  | 36 | 8  | —  | - BPI: Platinum - ARIA: Gold - GLF: Gold - IFPI SWI: Platinum - RIAA: Gold                                                                              | You                                      |
| "You Deserve Better / At My Weakest"                                                    | 2018 | 53 | 68 | —  | —  | —   | 48 | —  | —  | 72 | —  | - BPI: Silver | Singl bez alb                            |
| "Empty Space"                                                                           | 2018 | 22 | —  | 63 | —  | 99  | 28 | —  | 93 | 40 | —  | - BPI: Platinum | You                                      |
| "Rewrite the Stars" (s Anne-Marie)                                                      | 2018 | 7  | 67 | —  | 7  | 100 | 12 | —  | 27 | 44 | —  | - BPI: Platinum - RIAA: Gold | Největší showman                         |
| "Nobody" (s Martin Jensen)                                                              | 2019 | 52 | —  | —  | —  | —   | 27 | —  | 73 | 87 | —  | - BPI: Silver | Singl bez alb                            |
| "Falling Like the Stars"                                                                | 2019 | 25 | 51 | —  | —  | —   | 28 | —  | 49 | 28 | —  | - BPI: Platinum - IFPI SWI: Gold | You                                      |
| "Treehouse" (s Ty Dolla $ign feat. Shotty Horroh)                                       | 2019 | —  | —  | —  | —  | —   | —  | —  | —  | —  | —  | | You                                      |
| "Finally Feel Good"                                                                     | 2019 | —  | —  | —  | —  | —   | —  | —  | —  | —  | —  | | You                                      |
| "You" (feat. Travis Barker)                                                             | 2019 | —  | —  | —  | —  | —   | —  | —  | —  | —  | —  | | You                                      |
| "Quite Miss Home"                                                                       | 2019 | 77 | —  | —  | —  | —   | 60 | —  | —  | 56 | —  | - BPI: Silver | You                                      |
| "Lasting Lover" (se Sigala)                                                             | 2020 | 10 | 17 | —  | —  | —   | 15 | 31 | 94 | 41 | —  | - BPI: Platinum - ARIA: 2× Platinum - RIAA: Gold - RMNZ: Gold                                                                                           | Every Cloud – Silver Linings             |
| "Medicine"                                                                              | 2021 | 41 | —  | —  | —  | —   | 55 | —  | —  | 98 | —  | - BPI: Silver | It'll All Make Sense in the End          |
| "September"                                                                             | 2021 | 55 | —  | —  | —  | —   | 54 | —  | —  | —  | —  | - BPI: Silver | It'll All Make Sense in the End          |
| "Avalanche"                                                                             | 2021 | —  | —  | —  | —  | —   | —  | —  | —  | —  | —  | | It'll All Make Sense in the End          |
| "Emily"                                                                                 | 2021 | 82 | —  | —  | —  | —   | 98 | —  | —  | —  | —  | | It'll All Make Sense in the End          |
| "SOS"                                                                                   | 2021 | —  | —  | —  | —  | —   | —  | —  | —  | —  | —  | | It'll All Make Sense in the End          |
| "Christmas Bells"                                                                       | 2021 | —  | —  | —  | —  | —   | —  | —  | —  | —  | —  | | Singl bez alb                            |
| "Lose My Mind" (feat. Josh Franceschi)                                                  | 2022 | —  | —  | —  | —  | —   | —  | —  | —  | —  | —  | | It'll All Make Sense in the End (Deluxe) |
| "Questions" (s Lost Frequencies)                                                        | 2022 | —  | —  | —  | 13 | —   | —  | —  | —  | 87 | —  | | All Stand Together                       |
| "Lose You" (s Afrojack)                                                                 | 2022 | —  | —  | —  | —  | —   | —  | —  | —  | —  | —  | | Singl bez alb                            |
| "Heartbeat"                                                                             | 2022 | —  | —  | —  | —  | —   | —  | —  | —  | —  | —  | | Bitter Sweet Love (Deluxe)               |
| "Work with My Love" (s Alok)                                                            | 2023 | —  | —  | —  | 47 | —   | —  | —  | —  | —  | —  | | Singl bez alb                            |
| "A Year Ago"                                                                            | 2023 | 91 | —  | —  | —  | —   | 87 | —  | —  | —  | —  | | Bitter Sweet Love                        |
| "Blindside"                                                                             | 2023 | —  | —  | —  | —  | —   | —  | —  | —  | —  | —  | | Bitter Sweet Love                        |
| "Just Us"                                                                               | 2023 | 81 | —  | —  | —  | —   | —  | —  | —  | —  | —  | | Bitter Sweet Love                        |
| "Homecoming"                                                                            | 2023 | —  | —  | —  | —  | —   | —  | —  | —  | —  | —  | | Bitter Sweet Love                        |
| "Sleepwalking"                                                                          | 2023 | —  | —  | —  | —  | —   | —  | —  | —  | —  | —  | | Bitter Sweet Love                        |
| "Bitter Sweet Love"                                                                     | 2024 | —  | —  | —  | —  | —   | —  | —  | —  | —  | —  | | Bitter Sweet Love                        |
| "From the Jump" (s Kelly Clarkson)                                                      | 2024 | —  | —  | —  | —  | —   | —  | —  | —  | —  | —  | | Bitter Sweet Love (Deluxe)               |
| "ADHD"                                                                                  | 2024 | —  | —  | —  | —  | —   | —  | —  | —  | —  | —  | | Pisces                                   |
| "Celebrate"                                                                             | 2025 | —  | —  | —  | —  | —   | —  | —  | —  | —  | —  | | Pisces                                   |
| "—" značí, že se nahrávka neumístila v hitparádách nebo v tomto území ani nebyla vydána |      |    |    |    |    |     |    |    |    |    |    | |                                          |

### Jako vedlejší umělec
| "Wrecking Ball" (Alonzo Holt feat. James Arthur)                                        | 2013 | 97 | —  | —  | —  | 70 | —  | —  |                                                  | The Second Chapter       |
| "Kryptonite" (Rymez feat. James Arthur)                                                 | 2014 | —  | —  | —  | —  | —  | —  | —  |                                                  | Singly bez alb           |
| "Otherwise" (MOKS feat. James Arthur)                                                   | 2015 | —  | —  | —  | —  | —  | —  | —  |                                                  | Singly bez alb           |
| "Go for Broke" (Machine Gun Kelly feat. James Arthur)                                   | 2017 | —  | —  | —  | —  | —  | —  | —  |                                                  | bloom                    |
| "Bridge over Troubled Water" (jako Artists for Grenfell)                                | 2017 | 1  | 53 | 32 | —  | 25 | —  | 28 | - BPI: Gold                                      | Singl bez alb            |
| "Sun Comes Up" (Rudimental feat. James Arthur)                                          | 2017 | 6  | 57 | 50 | 76 | 15 | 80 | 48 | - BPI: Platinum - ARIA: 2× Platinum - BVMI: Gold | Toast to Our Differences |
| "You Can Cry" (Marshmello a Juicy J feat. James Arthur)                                 | 2018 | 91 | —  | —  | —  | —  | —  | —  |                                                  | Singly bez alb           |
| "The Power of Love" (Dalton Harris feat. James Arthur)                                  | 2018 | 4  | —  | —  | —  | 35 | —  | —  |                                                  | Singly bez alb           |
| "—" značí, že se nahrávka neumístila v hitparádách nebo v tomto území ani nebyla vydána |      |    |    |    |    |    |    |    |                                                  |                          |

### Promo singly
| Název                                       | Rok  | Certifikace  | Album              |
| ------------------------------------------- | ---- | ------------ | ------------------ |
| "The Truth"                                 | 2016 |              | Back from the Edge |
| "Let Me Love the Lonely" (featuring MaRina) | 2016 | - ZPAV: Gold | Back from the Edge |

## Další umístěné písně
| Název                                                                                   | Rok  | Umístění v hitparádách | Umístění v hitparádách | Umístění v hitparádách | Umístění v hitparádách | Umístění v hitparádách | Umístění v hitparádách | Umístění v hitparádách | Umístění v hitparádách | Umístění v hitparádách | Certifikace                                                                                             | Album                           |
| Název                                                                                   | Rok  | UK                     | AUS                    | BEL                    | GER                    | IRE                    | NZ Hot                 | SCO                    | SWE                    | SWI                    | Certifikace                                                                                             | Album                           |
| --------------------------------------------------------------------------------------- | ---- | ---------------------- | ---------------------- | ---------------------- | ---------------------- | ---------------------- | ---------------------- | ---------------------- | ---------------------- | ---------------------- | --- | ------------------------------- |
| "Certain Things"                                                                        | 2013 | 162                    | —                      | —                      | —                      | —                      | —                      | —                      | —                      | —                      | | James Arthur                    |
| "Is This Love"                                                                          | 2013 | 164                    | —                      | —                      | —                      | —                      | —                      | —                      | —                      | —                      | | James Arthur                    |
| "Sermon" (feat. Shotty Horroh)                                                          | 2016 | —                      | —                      | —                      | —                      | —                      | —                      | 98                     | —                      | —                      | | Back from the Edge              |
| "Train Wreck"                                                                           | 2020 | 16                     | 45                     | 45                     | 98                     | 16                     | —                      | 83                     | 23                     | 69                     | - BPI: Platinum - ARIA: Platinum - BEA: Gold - BVMI: Gold - GLF: Gold - IFPI SWI: Gold - RIAA: Platinum | Back from the Edge              |
| "Deja Vu"                                                                               | 2021 | —                      | —                      | —                      | —                      | —                      | 35                     | —                      | —                      | —                      | | It'll All Make Sense in the End |
| "Car's Outside"                                                                         | 2022 | 78                     | —                      | —                      | —                      | 63                     | —                      | —                      | —                      | —                      | - BPI: Silver                                                                                           | You                             |
| "—" značí, že se nahrávka neumístila v hitparádách nebo v tomto území ani nebyla vydána |      |                        |                        |                        |                        |                        |                        |                        |                        |                        | |                                 |

## Spolu umělec
| Název           | Rok  | Album                            | Umělec                   |
| --------------- | ---- | -------------------------------- | ------------------------ |
| "Flowers"       | 2018 | Other People's Heartache (Pt. 4) | Bastille feat. Rationale |
| "Burn Me Alive" | 2019 | Things I've Seen                 | Alex Hepburn             |
| "You Go First"  | 2021 | The Cave Sessions, Vol. 1        | Diane Warren             |

## Videoklipy
| Název                                                   | Rok  | Režisér                   |
| ------------------------------------------------------- | ---- | ------------------------- |
| "Impossible"                                            | 2012 | Claudia Wass              |
| "You're Nobody 'til Somebody Loves You"                 | 2013 | Emil Nava                 |
| "Recovery"                                              | 2013 | Emil Nava                 |
| "Get Down"                                              | 2014 | Matt Fleming              |
| "Kryptonite" (Rymez x James Arthur)                     | 2014 | IMA Productions           |
| "Otherwise" (MOKS feat. James Arthur)                   | 2015 | Cimo Fränkel a Rik Annema |
| "Say You Won't Let Go"                                  | 2016 | Felix Urbauer             |
| "Safe Inside"                                           | 2016 | Frank Hoffman             |
| "Can I Be Him"                                          | 2017 | Felix Urbauer             |
| "Sun Comes Up" (Rudimental feat. James Arthur)          | 2017 | Amos LeBlanc              |
| "Naked"                                                 | 2017 | Mario Clement             |
| "You Can Cry" (Marshmello x Juicy J feat. James Arthur) | 2018 | Daniel Malikyar           |
| "You Deserve Better"                                    | 2018 | Phillip R. Lopez          |
| "Empty Space"                                           | 2018 | Andzej Gavriss            |
| "Falling like the Stars"                                | 2019 | Patrick Mason             |
| "Treehouse"                                             | 2019 | Anthony Schepperd         |
| "You"                                                   | 2019 | Timon Birkhofer           |
| "Quite Miss Home"                                       | 2019 | [ 78 ]                    |
| "Lasting Lover" (se Sigala)                             | 2020 | [ 79 ]                    |
| "Medicine"                                              | 2021 | [ 80 ]                    |
| "September"                                             | 2021 | [ 81 ]                    |
| "Emily"                                                 | 2021 | [ 82 ]                    |
| "SOS"                                                   | 2021 | [ 83 ]                    |
| "Deja Vu"                                               | 2021 | Dan Massie                |
| "Ride"                                                  | 2021 | [ 85 ]                    |
| "Lose My Mind" (feat. Josh Franceschi)                  | 2022 | [ 86 ]                    |
| "A Year Ago"                                            | 2023 | [ 87 ]                    |
| "Blindside"                                             | 2023 |                           |
| "Just Us"                                               | 2023 |                           |
| "Homecoming"                                            | 2023 |                           |
| "Sleep Walking"                                         | 2023 |                           |